# Gurb
Gurb è un comune spagnolo di 1 955 abitanti situato nella comunità autonoma della Catalogna.